# Cinclosomatidae
Az Cinclosomatidae a madarak osztályának verébalakúak (Passeriformes) rendjébe tartozó család. Egyes szervezetek a Psophodidae családba sorolják ezeket a nemeket és fajokat is.

## Rendszerezésük
A családot Gregory Mathews ausztrál ornitológus írta le 1921-ben, az alábbi nemek és fajok tartoznak:
- Ptilorrhoa
- Cinclosoma